# Libero.it
 (avril 2021).
La mise en forme du texte ne suit pas les recommandations de Wikipédia : il faut le « wikifier ».
Les points d'amélioration suivants sont les cas les plus fréquents. Le détail des points à revoir est peut-être précisé sur la page de discussion.
- Les titres sont pré-formatés par le logiciel. Ils ne sont ni en capitales, ni en gras.
- Le texte ne doit pas être écrit en capitales (les noms de famille non plus), ni en gras, ni en italique, ni en « petit »…
- Le gras n'est utilisé que pour surligner le titre de l'article dans l'introduction, une seule fois.
- L'italique est rarement utilisé : mots en langue étrangère, titres d'œuvres, noms de bateaux, etc.
- Les citations ne sont pas en italique mais en corps de texte normal. Elles sont entourées par des guillemets français : « et ».
- Les listes à puces sont à éviter, des paragraphes rédigés étant largement préférés. Les tableaux sont à réserver à la présentation de données structurées (résultats, etc.).
- Les appels de note de bas de page (petits chiffres en exposant, introduits par l'outil «  Source ») sont à placer entre la fin de phrase et le point final[comme ça].
- Les liens internes (vers d'autres articles de Wikipédia) sont à choisir avec parcimonie. Créez des liens vers des articles approfondissant le sujet. Les termes génériques sans rapport avec le sujet sont à éviter, ainsi que les répétitions de liens vers un même terme.
- Les liens externes sont à placer uniquement dans une section « Liens externes », à la fin de l'article. Ces liens sont à choisir avec parcimonie suivant les règles définies. Si un lien sert de source à l'article, son insertion dans le texte est à faire par les notes de bas de page.
- La présentation des références doit suivre les conventions bibliographiques. Il est recommandé d'utiliser les modèles {{Ouvrage}}, {{Chapitre}}, {{Article}}, {{Lien web}} et/ou {{Bibliographie}}. Le mode d'édition visuel peut mettre en forme automatiquement les références.
- Insérer une infobox (cadre d'informations à droite) n'est pas obligatoire pour parachever la mise en page.

Pour une aide détaillée, merci de consulter Aide:Wikification.
Si vous pensez que ces points ont été résolus, vous pouvez retirer ce bandeau et améliorer la mise en forme d'un autre article.
Libero est un portail italien géré par Libero S.r.l., fondé en 1999 par Infostrada S.p.A. comme site d'aide à la navigation sur Internet (à l'époque, toujours payant) et à la configuration des e-mails.

## Histoire

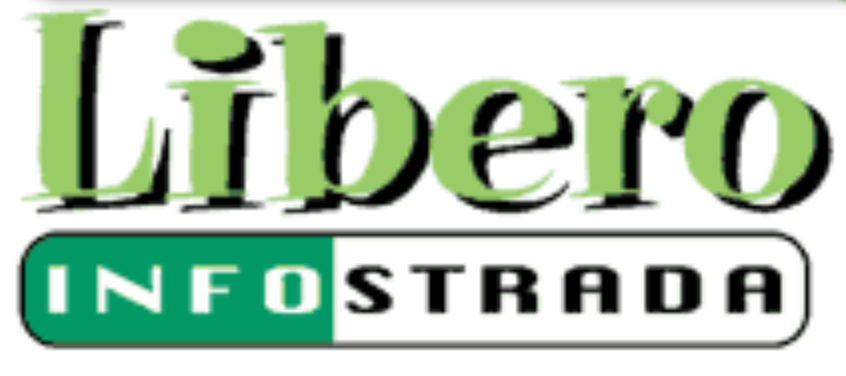
Ancien logo de Libero.it

Par sa collaboration avec Olivetti et l'Université de Pise, le site a développé en 1996 Arianna, un service d'indexation automatisé de pages Web dans le but de devenir le premier moteur de recherche de contenu en italien. Par la suite, Arianna est incorporée dans Libero. Le succès du projet et l'extension de nouveaux services gratuits, comme le Webmail, ont conduit le groupe Italia On Line (IOL) à être racheté par le groupe Infostrada en 1997.
En 1998, la communauté virtuelle de Digiland est née, un réseau social où en vous inscrivant gratuitement, vous avez eu la possibilité de publier des articles html et de discuter avec d'autres personnes connectées au portail.
À la suite du rachat du groupe Infostrada par le groupe téléphonique Wind Telecomunicazioni en 2002, Libero, le portail qui rassemble les mondes d'IOL, Libero et InWind, prend vie.
Au fil du temps, Libero.it a subi de nombreux restylages pour suivre l'évolution du véhicule et de ses utilisateurs. En 2004, il rachète l'annuaire téléphonique italien, le renommant «Pages blanches».
Le 4 mai 2011, la sortie de Wind a été annoncée et la création d'une nouvelle société appelée Libero S.r.l., qui comprend également le fournisseur d'accès à Internet ITnet, propriété de Weather Investments et du magnat égyptien Naguib Sawiris. En septembre 2011, selon Alexa.com, Libero était le 251e site mondial et le septième site en Italie pour l'accès.